# Peugeot 3008
 Ikke at forveksle med Peugeot 308.
Peugeot 3008 er en kompakt MPV-model fra Peugeot, som blev introduceret i sommeren 2009. Den afløste ikke nogen eksisterende model, men er i princippet en MPV-udgave af den mindre Peugeot 308.
På benzinsiden er eneste mulighed en 1,6 liters benzinmotor, som uden turbolader yder 120 hk, og med turbolader yder 156 hk. Dieselmotorerne er på 1,6 og 2,0 liter, og yder hhv. 109 og 150 hk. En stærkere udgave af 2,0'eren med 163 hk kommer senere i 2009.
3008's konkurrenter tæller bl.a. Ford C-Max, Mercedes-Benz B-klasse, SEAT Altea og Volkswagen Golf Plus. En 7-personers udgave kommer i slutningen af 2009 under navnet Peugeot 5008, og vil bl.a. konkurrere med Opel Zafira og Volkswagen Touran.

## Tekniske specifikationer[1][2]
| Model                         | Konfiguration                 | Slagvolume                    | Effekt / omdr.                | Moment / omdr.                | 0-100 km/t                    | Topfart                       |
| 3008-modeller med benzinmotor | 3008-modeller med benzinmotor | 3008-modeller med benzinmotor | 3008-modeller med benzinmotor | 3008-modeller med benzinmotor | 3008-modeller med benzinmotor | 3008-modeller med benzinmotor |
| ----------------------------- | ----------------------------- | ----------------------------- | ----------------------------- | ----------------------------- | ----------------------------- | ----------------------------- |
| 1.6 l 16V VTi                 | 4 cylindre i række - 16V      | 1598 cm³                      | 88 kW (120 hk) / 6000         | 160 Nm / 4250                 | 11,8 sek.                     | 185 km/t                      |
| 1.6 l 16V THP                 | 4 cylindre i række - 16V      | 1598 cm³                      | 115 kW (156 hk) / 6000        | 240 Nm / 1400                 | 8,9 sek.                      | 202 km/t                      |
| 3008-modeller med dieselmotor |                               |                               |                               |                               |                               |                               |
| 1.6 HDi                       | 4 cylindre i række – 16V      | 1560 cm³                      | 80 kW (109 hk) / 4000         | 240 Nm / 1750                 | 12,2 sek.                     | 180 km/t                      |
| 2.0 HDi                       | 4 cylindre i række – 16V      | 1997 cm³                      | 110 kW (149 hk) / 3750        | 340 Nm / 2000                 | 9,7 sek.                      | 195 km/t                      |